# Der Mord an Prinzessin Diana
Der Mord an Prinzessin Diana (Originaltitel The Murder of Princess Diana) ist ein US-amerikanisch-britisch-luxemburgisches Filmdrama aus dem Jahr 2007, das den Unfalltod von Prinzessin Diana in der Nacht vom 30. auf den 31. August 1997 behandelt. Regie bei der Fernsehproduktion führte John Strickland, in der Hauptrolle ist Jennifer Morrison zu sehen. Der Film basiert auf dem gleichnamigen Roman von Noel Botham.

## Handlung
In der Nacht vom 30. auf den 31. August 1997 werden Diana Spencer und ihr Lebensgefährte Dodi Al-Fayed in ihrem Wagen von Paparazzi durch Paris gehetzt. In der Alma-Unterführung nahe der Pont_de_l’Alma prallt der Wagen mit hoher Geschwindigkeit gegen einen Tunnelpfeiler. Dodi Al-Fayed und der Fahrer Henri Paul sterben noch am Unfallort, Diana erst einige Stunden später im Krankenhaus. Die Journalistin Rachel Visco, die ihren Freund, den Polizisten Thomas Sylvestre, in Paris besucht, vermutet eine Verschwörung. Da Videoaufzeichnungen aus dem Tunnel offiziell nicht existieren, der englische Hof eine Obduktion verboten hat und wichtige Hinweise von der französischen Polizei verschwiegen werden, wollen Rachel und Thomas den Fall auf eigene Faust aufklären. Rachel hat die Theorie entwickelt, dass der Fahrer von Diana mit einer Lichtkanone geblendet worden sei, so wie es der britische Geheimdienst MI6 mit dem damaligen jugoslawischen Präsidenten Slobodan Milošević geplant hatte. Insbesondere der seinerzeit gemachte Vorschlag, den Anschlag in einem Tunnel auszuführen, weil dies die Lebensgefahr erhöhe, ist für Rachel das entscheidende Indiz dafür, dass der MI6 der Urheber des Attentats ist. Während ihrer Recherchen stoßen Rachel und Thomas auf immer größeren Widerstand und werden bedroht. Thomas erhält die Information, dass ein Video von dem Unfall existiert, wird aber vor dem Treffen mit seiner Kontaktperson ermordet. Als Rachel sich ebenfalls mit der Kontaktperson treffen will, verunglückt sie in einem Tunnel, nachdem sie von einem Lichtblitz abgelenkt wurde. Tage später erwacht sie im Krankenhaus und erhält von der Polizei das Videoband, das aber gelöscht wurde.

## Hintergrund

### Roman und Film
Im Film und im Roman (Der Mord an Prinzessin Diana: Die wahren Hintergründe) wird die Theorie aufgegriffen, dass der MI6 für den Unfall verantwortlich sei. Im Jahr 2006 sagte ein ehemaliger MI6-Agent aus, dass er stark vermute, dass sein alter Arbeitgeber den Unfall herbeigeführt habe. Im Roman, der ein Jahr vorher erschien, wurde dieselbe Vorgehensweise beschrieben. Bestätigt wurde der Lichtblitz von Augenzeugen in der britischen ITV-Dokumentation Diana: The Secrets Behind the Crash.

### Produktion
Der Mord an Prinzessin Diana wurde von den Firmen Delux Productions, Lifetime Television und Working Title Television produziert.

### Veröffentlichung
In den USA wurde der Film am 25. August 2007 im Fernsehen ausgestrahlt. Am 28. Januar 2009 lief er im deutschen Fernsehen.

## Kritik
„Der romantische Nebenplot ist so unnötig wie nervig und die Hauptfigur etwas zu heroisch angelegt. Trotzdem: Die Geschichte ist überzeugend gestrickt, und die Spannung wird bis zum Ende durchgehalten. Fesselnd - nicht nur für Verschwörungsfans.“